# Комбинат
Комбинат (от лат. combinatus — соединённый; com- и bini — по двое) — объединение промышленных предприятий смежных отраслей, в котором продукция одного предприятия служит сырьём или материалом для другого, а также объединение мелких производств, направленных на комплексное обслуживание. Термин широко использовался в СССР и других социалистических странах.
В японском языке существует слово コンビナート (яп.  комбина:то), используемое редко и означающее какую-либо особую форму производства или же указывающее на поточность производства, или означающее большую прибрежную промышленную зону.
Например, горно-обогатительный комбинат — предприятие, объединяющее в единый производственный комплекс добычу и обогащение полезных ископаемых; металлургический комбинат может объединять доменное мартеновское, конвертрерное, литейное, прокатное производства, а в комплекс горно-металлургического комбината также включаются добывающие предприятия. Целлюлозно-бумажный комбинат соединяет в единый цикл производство бумаги и картона из древесины и макулатуры, выпуская также продукты промежуточного передела — различные формы целлюлозы, лигносульфонаты. В пищевой промышленности выделяются молочные комбинаты, мясокомбинаты, хладокомбинаты (производственные комплексы на базе мощного холодильного оборудования, выпускающие, как правило, мороженое, холодные десерты).